# Дэй, Ингеборг
Ингеборг Дэй (англ. Ingeborg Day, 6 ноября 1940 года — 18 мая 2011 года) — австрийско-американская писательница, известная благодаря полуавтобиографическому эротическому роману «Девять с половиной недель» (англ. Nine and a Half Weeks: A Memoir of a Love Affair), который она опубликовала под псевдонимом Элизабет МакНилл и по которому в 1986 году снят одноимённый фильм (в главных ролях выступили Ким Бейсингер и Микки Рурк).

## Биография
Дэй родилась в Граце, Австрия, в ноябре 1940 года. Её отец, Эрнст Сейлер, был членом нацистской организации СС. Последние два года войны она провела на ферме бабушки и дедушки. Вина за связь отца с немцами преследовала Ингеборгу на протяжении всей жизни.
В 1957 году, будучи старшеклассницей, она участвовала в программе обмена AFS, живя в американской семье в течение одного года и посещая среднюю школу Иствуд в Сиракузах, штат Нью-Йорк, США. В это время Дей встретила пастора Денниса Дэя, за которого потом вышла замуж. Они переехали в Индиану, где получила степень бакалавра искусств. Изучала немецкий язык в колледже Гошен и несколько лет преподавала в Кеноше, штат Висконсин.
В 1963 году у них родилась дочь Урсула, в это время Ингеборга заканчивает свою преподавательскую деятельность. Вскоре после дочери, Дэй родила сына Марка, но мальчик был очень болезненный и умер в 7 лет.
После этой трагедии брак распался. Дэй оставила своего мужа и с дочерью переехала в Манхэттен вместе с художником Томом Шенноном. В Нью-Йорке становится редактором журнала «Ms.» — американского либерального феминистского издания. Примерно в это время произошло событие, которое изображается в книге «9½ недель». Ингеборга попадает в больницу с нервным срывом после этих отношений, но скрывает истинную причину от своих родных, которые решают, что причиной послужила депрессия после случившихся друг за другом гибели сына, матери и отца.
В 1978 году была выпущена книга «9½ недель» под псевдонимом Элизабет МакНилл.
В 1980 году Дэй опубликовала под своим именем собственные мемуары «Вальс призраков» (англ. Ghost Waltz).
В 1991 году она вышла замуж за Дональда Свита, который был на четырнадцать лет старше. Они переехали в Ашленд, штат Орегон, вскоре после свадьбы.
Она покончила с собой 18 мая 2011 года, в возрасте семидесяти лет. Её муж умер четыре дня спустя.

## Творчество

### «Девять с половиной недель»[6]

#### История создания и публикации
В 1975 году у Ингеборги случается роман, который стал основой книги «9½ недель». До сих пор не известно имя её любовника. Из рассказов родных и знакомых узнаём, что в обычной жизни нестандартность этих отношений никак не проявлялась, однако по их окончании становится ясно, насколько они были трагичны, так как Дэй попадает на несколько месяцев с серьёзным нервным срывом в больницу.
Она решает записывать воспоминания об этом романе. В 1976 году издатель Генри Робинс связывается с Ингеборгой по поводу статьи о смерти её сына, которую опубликовали в журнале. Дей показывает рукопись книги только ему, и Робинс сразу же решает издать её.

#### Сюжет
Действие разворачивается в Нью-Йорке. Героиня, от лица который ведутся мемуары — владелица художественной галереи, вступает в девятинедельный роман с брокером с Уолл-стрит, который регулярно совершает сексуальные надругательства над ней для развлечения и удовольствия. Не в силах сказать «нет» и погружаясь в соучастие, женщина обнаруживает, что наслаждается началом романа. В конце концов, отношения заканчиваются преступностью, развратом и насилием, когда он убеждает её ограбить мужчину, заставляет заниматься сексом с другим, пока он смотрит.
Женщина вынуждена делать выбор между своей жизнью и здравомыслием, или нездоровыми, но желанными отношениями с мужчиной, неспособным чувствовать любовь, но который умело и жестоко манипулирует ею. Он часто оставляет её связанной, с огромной болью, в своей квартире по несколько часов подряд.
Воспоминания заканчиваются после её нервного срыва, когда он оставляет её в психиатрической больнице, и отношениям приходит конец.

#### Стилистика и особенности
Книгу можно назвать одним из первых мемуаров в стиле минимализма. Манера повествования — короткие, сжатые предложения в настоящем времени (характерные для минимализма).
Язык книги — «будничный», ощущается журналистская манера (освещение фактов, реальных событий совершенно не предвзято). В повествовании не присутствуют ни рефлексия, ни размышления о случившемся, ни поиски смысла или причин.

#### Псевдоним
Ингеборга Дэй берёт псевдоним Элизабет МакНилл. Настоящее имя автора «9½ недель» знали только издатель Генри Робинс и литературный агент Ингеборги, Венди Вэйл. Они подписали договор о неразглашении, все бумаги были подписаны псевдонимом Элизабет МакНилл.
Дэй использовала псевдоним, во-первых, и главное, для защиты своей дочери от эмоционального потрясения (существование Урсулы по этим же причинам преднамеренно не упоминается в книге), а, во-вторых, скрывала истинного автора от своих коллег из журнала.
Настоящая личность МакНилл как Ингеборги Дэй была впервые раскрыта Стивеном М. Л. Аронсоном в его книге 1983 года «Обман». Это было подтверждено отдельно литературным агентом Дэй, Венди Вэйл.
В русском издании «9½ недель» автором указана Элизабет МакНилл, но в разделе «Об авторе» указано, что: «Элизабет МакНилл — это псевдоним Ингеборги Дэй…».

#### Реакция общественности и СМИ
Роман вызвал скандал при публикации, достаточно неожиданно, так как, так называемая «сексуальная революция», уже произошла.
Но славе романа так же способствовало обстоятельство, что его выход пришёлся на конец эпохи борьбы за самостоятельность, власть, самореализацию женщин.
В статье The New Yorker 2012 года Сара Вейнман пишет: «Девять с половиной недель» является мощным противоядием от того, что сегодня относится к эротике. Вместо выдуманной фантастической фантазии книга МакНилл, представленная в виде мемуаров, заряжена как явным, так и отсутствующим. Читатель осведомлен только о её взгляде, и даже тогда он скрывается под псевдонимом".

#### Фильм
Премьера фильма «Девять с половиной недель» (англ. Nine ½ Weeks) состоялась 14 февраля 1986 года. Художественный фильм в жанре эротической мелодрамы режиссёра Эдриана Лайна, как утверждают критики творчества Ингеборги Дэй, не имеет такой ценности, как книга.

## Ghost Waltz
«Призрачный вальс» - мемуары Дэй, рассказывающие об усилиях понять наследие её австрийского прошлого — ужас войны, смешанный с обычными человеческими размышлениями о семье и родственных узах. Перемещаясь назад и вперед во времени, начиная с 1980-х годов в Нью-Йорке, до Австрии в Первой Мировой войне, она освещает болезненную современную историю своей страны, а также свои собственные воспоминания о войне, о русской и английской оккупациях и «странно молчаливых» 1950-х. Дэй сталкивается с вопросами антисемитизма, с проблемами в отношениях с отцом.